# Costanza Calenda

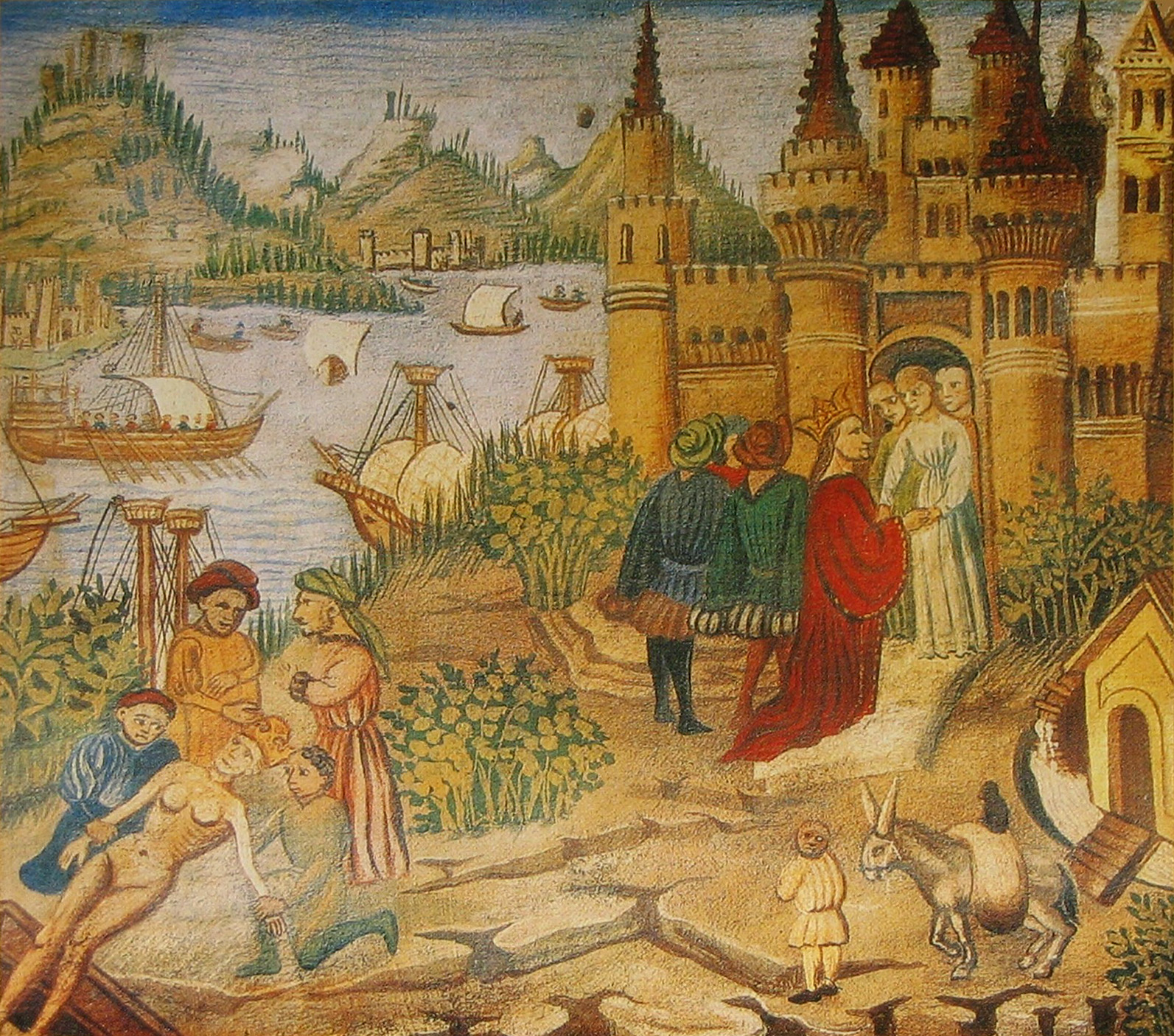
Dibuix de l'Escola Salernitana

Costanza Calenda, també coneguda com a Constança Calenda o Constance Calenda, (fl. s. XV) fou una doctora italiana, una de les poques dones de les quals se sap que practicaven la medicina en l'edat mitjana. Era filla del Dr. Salvatori Calenda, degà de l'Escola de Medicina de Salern. Es creu que aconseguí titular-se com a doctora en Medicina en la Universitat de Nàpols, després d'aprovar un examen, i que fou la primera occidental que obtingué aquest títol; segurament entre 1422 i 1423. Els documents que avalen aquestes dades, però, foren destruïts durant la Segona Guerra Mundial, tot i que encara n'hi ha algunes còpies.
En l'estudi de Salvatore De Renzi sobre l'Escola de Medicina de Salern realitzat al s. XIX, Calenda és una de les quatre dones esmentades —juntament amb Rebecca Guarna, Abella i Mercuriade— de qui es coneix que practicaven medicina, impartien conferències sobre medicina, i escrivien tractats. Forma part del grup de dones conegut com a Mulieres Salernitanae, és a dir, 'Dones de Salern'.